# Tony Cottee
Anthony Richard „Tony“ Cottee (* 11. Juli 1965 in Forest Gate) ist ein ehemaliger englischer Fußballspieler. Als Stürmer war er vor allem als Torjäger von West Ham United und des FC Everton bekannt. Er wurde nach der Saison 1986/87 als Englands Fußballer des Jahres in der Nachwuchs-Rubrik ausgezeichnet. Später gewann er mit Leicester City im Jahr 2000 mit dem Ligapokal seinen einzigen Titel im englischen Profifußball.

## Sportlicher Werdegang

### Vereinskarriere

#### West Ham United (1982–1988)
Cottee wurde im Londoner Bezirk Newham geboren. Nachdem er in seiner Kindheit Anhänger von West Ham United gewesen war, konnte er im Alter von 17 Jahren für diesen Klub erstmals in der ersten Mannschaft auflaufen. Als er gerade 20 Jahre alt wurde, hatte der junge – mit 170 Zentimeter für einen Mittelstürmer verhältnismäßig kleine – Offensivspieler bereits 37 Erstligatore erzielt. Er bildete in der Saison 1985/86 mit Frank McAvennie ein äußerst erfolgreiches Sturmduo und seine 20 Treffer verhalfen den „Hammers“ zu einem überraschenden dritten Rang in der Liga. Darüber hinaus wurde er in der Nachwuchsrubrik als Englands Fußballer des Jahres ausgezeichnet. In der folgenden Spielzeit 1986/87 übertraf er die vorherige Torausbeute, aber die Leistungskurve des Vereins zeigte insgesamt nach unten. Nach dem Weggang von McAvennie zu Celtic Glasgow traf Cottee in der Saison 1987/88 dann nur noch 13 Mal, aber der Vorjahresmeister FC Everton entschloss sich dazu, den gerade einmal 23-Jährigen zu verpflichten. Dabei setzte sich der Verein aus Liverpool gegen den Mitbewerber FC Arsenal durch.

#### FC Everton (1988–1994)
Spektakulär fügte sich Cottee mit einem Hattrick am ersten Spieltag der Saison 1988/89 gegen Newcastle United bei seinem neuen Arbeitgeber ein. Die hohen Erwartungen konnte er in der Folgezeit aber nicht erfüllen und am Ende seines ersten Jahrs standen zehn weitere Ligatore und ein enttäuschender achter Ligaplatz mit den „Toffees“ zu Buche. Gleich zweimal fand er sich dazu im Wembley-Stadion wieder, aber trotz zweier Tore im Finale des ZDS Cup verlor er nicht nur dort gegen Nottingham Forest, sondern auch im FA Cup gegen den Lokalrivalen FC Liverpool mit 2:3 nach Verlängerung. An der Seite von Stürmerkollegen wie Mike Newell und Graeme Sharp trug Cottee in der Ligasaison 1989/90 ein weiteres Mal 13 Treffer bei, aber obwohl damit ein verbesserter sechster Abschlusstabellenplatz herausssprang, war die erfolgreichste Zeit des Meisters von 1985 und 1987 erst einmal vorbei. Auch die Rückkehr des ehemaligen Erfolgstrainers Howard Kendall im November 1990 brachte keine sichtbaren Fortschritte. Cottee kam in der Spielzeit 1990/91 auf verhältnismäßig wenige zehn Ligatreffer. Ein Jahr darauf waren es sogar nur acht in der Saison 1991/92, in der Cottee dazu mit Verletzungen zu kämpfen hatte (mit lediglich 24 Einsätzen). Nach einer gleichsam durchwachsenen Debüt-Saison 1992/93 im Mittelfeld der neuen Premier League mit zwölf Toren, gelang ihm die bis dahin höchste Torausbeute für Everton in der anschließenden Spielzeit 1993/94, in der Everton knapp den Klassenerhalt sicherte. Sechs der 16 Treffer erzielte er bei seinen beiden Hattricks gegen Sheffield United (4:2) und Swindon Town (6:2). Kurz nach Beginn der Saison 1994/95 wechselte Cottee zurück zu seinem Ex-Klub West Ham United, wobei bei diesem Transfer gleichzeitig David Burrows in die entgegengesetzte Richtung ging.

#### Über Malaysia nach Leicester (1994–2000)
Mit 23 Ligatreffern in den folgenden zwei Jahren überschritt Cottee die 100-Tore-Marke bei West Ham. Für mehr als einen Mittelfeldplatz reichte es jedoch nicht und kurz nach Beginn der Saison 1996/97 verließ er den Klub zum zweiten Mal, nunmehr in Richtung Malaysia. Das sportliche Abenteuer in Fernost dauerte lediglich ein Jahr und nach dem Gewinn des malayischen FA Cups ging es bereits im August 1997 zurück in englische Premier League zu Leicester City.
Die skeptischen Stimmen, die den mittlerweile 32-jährigen Stürmer als „Auslaufmodell“ bewerteten, wurden zunächst bestätigt. Cottee schoss in der Saison 1997/98 für den neuen Klub nur vier Ligatore und nach einem Leihgeschäft mit dem Zweitligisten Birmingham City zeichnete sich ein dauerhafter Wechsel dorthin ab. Dieser kam nicht zustande und nach der Rückkehr nach Leicester harmonierte Cottee zu Beginn der Spielzeit 1998/99 nunmehr mit dem jungen Emile Heskey. Ein möglicher Überraschungssieg im August 1998 bei Manchester United nach anfänglichen Toren von Heskey und Cottee konnte nur durch ein Ausgleichstor von David Beckham in der Nachspielzeit verhindert werden. Cottee traf nun in dieser und der folgenden Saison 1999/20 jeweils wieder zweistellig in der Premier League. Dazu kam, dass er im Februar 2000 erstmals in einem englischen Pokalfinale erfolgreich war. Über einen 2:1-Finalsieg gegen die Tranmere Rovers gewann er mit den „Foxes“ den Ligapokal – im Jahr zuvor hatte er noch an selber Stelle im Endspiel gegen Tottenham Hotspur mit 0:1 verloren.

#### Karriereausklang (2000–2001)
Im September 2000 kehrte Cottee Leicester den Rücken und bis zum Ende der Spielzeit 2000/01 ließ er anschließend die Karriere bei Norwich City, dem FC Barnet (als Spielertrainer) und dem FC Millwall ausklingen.
Nach dem Ende der aktiven Laufbahn fing Cottee an als Experte im Fernsehen für Sky Sports zu arbeiten. Daneben war er im malayischen Fernsehen im Rahmen der Weltmeisterschaft 2010 in Südafrika sowie für die Berichterstattung der englischen Premier League zu sehen. Im Jahr 2019 erlitt Cottee eine Gehirnblutung, von der er sich wieder vollständig erholte.

### Englische Nationalmannschaft
Neben dem zur Mitte der 1980er-Jahre unumstrittenen Gary Lineker auf der Mittelstürmerposition galt es für den englischen Nationaltrainer Bobby Robson einen weiteren Torjäger zu etablieren. So kam Cottee im Nachgang zur WM 1986 in Mexiko, als diverse Nationalspieler geschont wurden, im Herbst zu einer ersten Nominierung. Gegen Schweden wechselte ihn Robson in Stockholm für Trevor Steven ein und beim Qualifikationsspiel gegen die nordirische Fußballnationalmannschaft kam er beim Stand von 3:0 zu einem weiteren Kurzauftritt. Die raren Gelegenheiten konnte Cottee nicht für sich nutzen und auch zur anstehenden Europameisterschaft 1988 in Deutschland schaffte er es nicht in den englischen Kader. Nach insgesamt sechs Einwechslungen stand er am 27. Mai 1989 im Rous Cup zum ersten Mal in der Startelf. Dort blieb Cottee in 75 Minuten gegen Schottland glücklos und musste mit ansehen, wie fünf Minuten nach seiner Auswechslung der Drittliga-Torjäger und Debütant Steve Bull auf Anhieb ein Tor schoss. Bull fuhr mit England später zur WM 1990 nach Italien, während Cottees Länderspielkarriere mit diesem Auftritt endete.

## Titel/Auszeichnungen
- Englischer Ligapokal (1): 2000
- Malaysia FA Cup (1): 1997
- Rous Cup (1): 2000
- Englands Fußballer des Jahres (1): 1986 (Jungprofi)